# Наймитські пісні
Наймитські пісні — тематичний цикл суспільно-побутової станової народної лірики, що описує настрої, умови побуту та соціальний стан наймитів в селянських господарствах. Наймитські пісні є важливою складовою частиною соціально-побутової пісенності українського народу, що яскраво відобразила одну із сторінок його трудової історії. Тема наймитства наявна також і в інших групах станової лірики. У наймитських піснях домінують мотиви невлаштованості власного життя, очевидної марності прожитих років у важкій праці на інших. Часто є поширеними також мотиви власної туги за родиною, яскраве бажання швидше повернутися додому, нарікання спрямовані на важкі умови життя (господарі погано годують, погано відносяться, примушують працювати з досвіта до опівночі, кладуть спати на підлозі).